# Exoneurella eremophila
Exoneurella eremophila är en biart som först beskrevs av Houston 1976.  Exoneurella eremophila ingår i släktet Exoneurella och familjen långtungebin. Inga underarter finns listade i Catalogue of Life.

## Bildgalleri

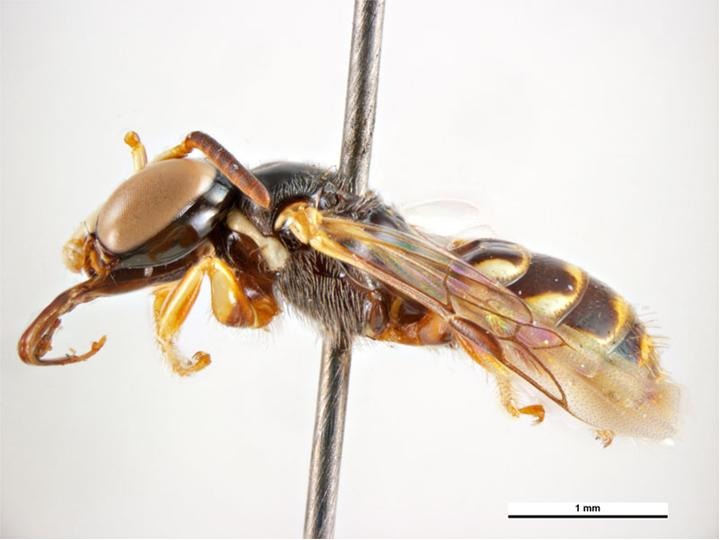